# Haute tension
Haute tension, titulada Alta tensión en España y Argentina y El despertar del miedo en México y Venezuela, es una película de terror francesa dirigida por Alexandre Aja. Fue estrenada en Francia en 2003, en 2004 en el Reino Unido y en Estados Unidos el 2005 bajo el nombre High Tension. La cinta es protagonizada por Cécile de France, Maïwenn y Philippe Nahon.

## Trama
La película comienza mostrando a una mujer sentada en la camilla de un hospital psiquiátrico con una bata, quien está murmurando para sí misma "No volveré a dejar que nadie se interponga entre nosotras". La espalda de la mujer está cubierta de cicatrices. Posteriormente se muestra a la misma  mujer que huye a través de un bosque presionándose una grave herida en el estómago hacia una carretera. Un vehículo que pasaba por allí se detiene al ver a la mujer cruzarse en medio de la carretera quien después aparece golpeando la ventana del conductor aterrada y al grito de "Ayúdeme", Estas escenas resultan ser el sueño de una joven llamada Marie (Cécile de France). La joven fue invitada por su amiga Alex (Maïwenn) a la casa de sus padres en el campo, para poder estudiar en tranquilidad.
Tras recorrer la casa y cenar, las jóvenes suben a sus habitaciones para descansar. Mientras Alex duerme, Marie se encuentra en su cama escuchando música y masturbándose. Minutos después, el timbre de la casa suena y el padre de Alex (Andrei Finti) va a ver quién es. El hombre en la puerta es un asesino en serie (Philippe Nahon), que corta la cara del padre de Alex con una navaja. El asesino inmoviliza al padre de Alex colocando su cabeza entre las barras del pasamanos de una escalera y lo decapita empujando una estantería contra él. El ruido despierta a la madre de Alex (Oana Pellea) quien sale de su habitación a observar que estaba sucediendo y al bajar la escalera, encuentra a su marido muerto y es atacada por el asesino.
Marie, al oír los gritos de la madre, rápidamente ordena su habitación para que parezca que nadie ha estado allí y se esconde debajo de la cama. El asesino examina con mucha precisión la habitación y el baño de Marie pero no la encuentra. La joven se arrastra escaleras abajo y encuentra a Alex encadenada en su dormitorio. Marie le promete que buscará ayuda y entra a la habitación de los padres para buscar un teléfono. Tras oír un ruido, la joven se esconde en el guardarropa y ve a través de las rendijas cómo la madre de Alex es asesinada brutalmente con una navaja. El hermano menor de Alex sale corriendo de su habitación, sale de la casa e intenta escapar adentrándose en un maizal, pero es perseguido y muere a manos del asesino. Tras esto, el asesino lleva a Alex a su camión, sin darse cuenta de que Marie subió a escondidas con un cuchillo. El asesino cierra la puerta del camión con ambas jóvenes dentro y se aleja de la casa.
Mientras el asesino se detiene en una gasolinera, Marie consigue abrir sigilosamente la puerta, le entrega el cuchillo a Alex y entra a la tienda para pedir ayuda. Allí, Marie es testigo de cómo el asesino mata al dependiente de la tienda (Franck Khalfoun) con un hacha en su intento de ayudar a la joven. El asesino regresa al camión y huye rápidamente. Marie, quien se había ocultado en los baños de la gasolinera oye el sonido del camión, da aviso a la policía de lo sucedido y sale en rescate de su amiga tomando el auto del dependiente. Sin embargo, el asesino descubre que está siendo perseguido y con una ágil pero silenciosa maniobra, se coloca detrás de Marie y choca el vehículo de la joven fuera de la carretera hasta caer por una barranca. Herida por el choque, Marie huye adentrándose en una huerta mientras el hombre la persigue. El asesino deja levemente inconsciente a Marie después de tomarla por sorpresa y asfixiarla con una bolsa y en su intento de violación, la joven logra escaparse y golpear al asesino con un palo cubierto de alambre de espinos e asfixiarlo hasta matarlo. Mientras Marie sigue en búsqueda de su amiga, un grupo de policías llega hasta la gasolinera donde minutos antes había sido asesinado el dependiente, al descubrir el cadáver, piden refuerzos y registran las cámaras de seguridad, en las grabaciones descubren que el asesino era en realidad Marie quien lo hizo para poder estar junto a su amiga Alex, de quien estaba enamorada. Más tarde Marie encuentra a Alex quien se muestra aterrada ante la presencia de la joven.
Mientras, en el camión, Marie desata a Alex. Tan pronto como Alex es liberada, ella amenaza a Marie con el cuchillo y la culpa de asesinar a su familia. Alex corta la cara de Marie y la apuñala en el estómago, escapando posteriormente al bosque. Marie, ya representada como el asesino con los golpes y cortes que Marie creyó haberle hecho, comienza a perseguir a Alex con una sierra para hormigón que tomo del asiento camión. Alex llega hasta una carretera y logra que un vehículo se detenga, Alex se encierra en la parte trasera del auto mientras le exige al conductor que arranque pero Marie aparece con la sierra, atraviesa el parabrisas y mata al conductor (Gabriel Spahiu). Alex toma una palanca que estaba en el automóvil y mientras Marie la amenaza de asesinarla rompiendo las ventanas con la sierra, escapa por el parabrisas arrastrándose herida hasta la carretera. Marie obliga a Alex a decirle que la ama y mientras se besan, Alex hunde la palanca en el pecho de la joven y Marie muy herida y sin poder moverse comienza a repetir "no volveré a dejar que nadie se interponga entre nosotras".
La escena final muestra a Marie en el mismo hospital psiquiátrico del inicio, mientras Alex la observa a través de un espejo unidireccional. Marie sonríe hacia a Alex, consciente de que está detrás del espejo.

## Reparto
- Cécile de France como Marie
- Maïwenn como Alexia "Alex" Soral
- Philippe Nahon como El Asesino
- Andrei Finti como Daniel Soral
- Oana Pellea como Sra. Soral
- Franck Khalfoun como Jimmy
- Gabriel Spahiu como El Conductor

## Escenas eliminadas
En Estados Unidos algunas escenas de la película fueron eliminadas para recibir una clasificación "R" por parte de la MPAA, debido a que estas mostraban violencia explícita. Las escenas que fueron parcialmente editadas son:
1. La decapitación del padre de Alex.
2. El asesinato de la madre de Alex con una navaja.
3. La escena donde Marie se enfrenta al asesino con un palo cubierto de alambre de espinos.
4. El asesinato del conductor del auto con una sierra.

## Recepción
La película recibió respuestas disímiles por parte de la crítica cinematográfica, obteniendo un 48% de comentarios "frescos" en el sitio web Rotten Tomatoes y una puntuación de 42/100 en Metacritic. Robert K. Elder del periódico estadounidense Chicago Tribune sostuvo que la película «funciona como un rompecabezas fílmico, uno que invierte en última instancia el género [...] algunos odiarán la película de Aja por su final; otros la amarán por la misma razón». Por su parte, Roger Ebert del periódico Chicago Sun-Times escribió: «El filósofo Thomas Hobbes nos dice que la vida puede ser 'pobre, desagradable, bruta y corta'. Al igual que esta película».